# Dos a quererse
Dos a quererse é uma telenovela mexicana, produzida pela Televisa e exibida em 1977 pelo El Canal de las Estrellas.

## Elenco
- Thelma Biral
- Claudio García Satur
- Antonio Grimau
- Dorita Ferreyro